# 新島学園短期大学
新島学園短期大学（にいじまがくえんたんきだいがく、英語: Niijima Gakuen Junior College）は、群馬県高崎市昭和町53に本部を置く日本の私立大学。1947年創立、1983年大学設置。大学の略称は新短（にいたん）。

## 概観

### 大学全体
- 群馬県高崎市に所在する日本の私立短期大学で、設置主体は学校法人新島学園[1]。
- 1947年同志社の創立者である新島襄の教育理念を受け継いで、彼の出身藩所在地安中市（生誕は神田一橋の江戸藩邸）に新島学園中学校・高等学校が設立されたのが始まりであるが[2]、短期大学は1983年に新島学園女子短期大学として開学。キリスト教的人格教育を身につけた女性の養成が目的とされていたが、2004年より男女共学となっている。学科は2学科ある。

### 建学の精神（校訓・理念・学是）
- 新島学園短期大学の教育目的は「真理・正義・平和」となっている。

### 教育および研究
- 新島学園短期大学にあるキャリアデザイン学科は、学生自らの進路目標や興味に合わせて自由に科目を選択できるという特長があり、英語やビジネス系の科目も豊富に揃っている。四年制大学への編入学、公務員や行政書士、社会保険労務士や宅地建物取引士などの試験対策にも力をいれた科目もある。コミュニティ子ども学科では、幼児教育者として必要な人材を育成するために、地域の子育て支援との連携・地域の人々との交流・キリスト教主義に基づく幼児教育を重視している。

### 学風および特色
- 新島学園短期大学は、キリスト教思想がバックボーンとなっていることから、クリスマス礼拝といった宗教的儀式が執り行われているのが特徴である。また、同短大縁の新島襄の「召天記念日」があるのも特徴となっている。

## 沿革
- 1947年
  - 新島学園中学校・高等学校を設置。
- 1951年
  - 3月8日 学校法人が成立する[3]。
- 1983年
  - 1月17日 左記を以て文部省[注 1]より短期大学の設置が認可される[4]。
  - 4月1日 新島学園女子短期大学（にいじまがくえんじょしたんきだいがく 英称:Niijima Gakuen Women’s Junior College）として以下の学科体制にて開学[注 2]。
    - 国際文化学科 入学定員200名[注 3]

  - 5月1日 学生数[9]/定員
    - 国際文化学科 228[注釈 1]/200
- 1985年
  - 5月1日 学生数[10]/定員
    - 国際文化学科 479[注釈 1]/400
- 1986年
  - 5月1日 学生数[11]/定員
    - 国際文化学科 509[注釈 1]/400
- 1987年
  - 5月1日 学生数[12]/定員
    - 国際文化学科 518[注釈 1]/400
- 1992年
  - 4月1日 国際文化学科の入学定員を200→300に増員[注 4]。
  - 5月1日 学生数[注 5]/定員
    - 国際文化学科 582[注釈 1]/500
- 1993年
  - 5月1日 学生数[18]/定員
    - 国際文化学科 697[注釈 1]/600
- 1997年
  - 4月1日 専攻科の設置が認められ、以下の課程を設ける[注 6]。
    - 国際文化専攻 入学定員20名
- 1999年
  - 5月1日 学生数[21]/定員
    - 国際文化学科 575[注釈 1]/600
- 2002年
  - 4月1日 国際文化学科の入学定員を300→200に減員[22]。
- 2004年
  - 4月1日 以下の出来事を列挙する[23]。
    - 新島学園短期大学と改称され、男子学生の募集を開始する。
    - 以下の学科を増設する。
      - 保育学科 入学定員50名[24]

    - 国際文化学科がキャリアデザイン学科に改組される[注 7]。
- 2006年
  - 4月1日 保育学科がコミュニティ子ども学科に改称される[25]。
- 2014年
  - 1月 平成26年度大学入試センター試験参加短期大学の1校となる[26]。
- 2015年
  - 1月 平成27年度大学入試センター試験参加短期大学の1校となる[27]。
- 2016年
  - 1月 平成28年度大学入試センター試験参加短期大学の1校となる[28]。　
  - 4月1日 学科の入学定員を以下の通り変更する[29]
    - キャリアデザイン学科 130→115
    - コミュニティ子ども学科 50→65
- 2017年
  - 4月1日 コミュニティ子ども学科に、幼児教育・保育コース、福祉・心理コース、音楽コースの3つのコースが導入され、同じくキャリアデザイン学科にも、ライフデザインコース、ビジネスキャリアコース、グローバルキャリアコース、アカデミックブリッジコースの4つのコースが導入される。
- 2020年
  - 4月1日 学科の入学定員を以下の通り変更する[30]。
    - キャリアデザイン学科 115→130
    - コミュニティ子ども学科 65→50
- 2025年
  - 4月1日 キャリアデザイン学科を以下の2専攻に分離する予定[31]。
    - キャリアデザイン専攻 入学定員100名
    - フードビジネス専攻 入学定員30名

## 基礎データ

### 所在地
- 群馬県高崎市昭和町53

### 交通アクセス
- 高崎駅から徒歩20分
- JR信越本線北高崎駅下車。北高崎駅から徒歩５分。

### 象徴
- ホームページほか右記資料も参照のこと[32]

## 教育および研究

### 組織

#### 学科
- キャリアデザイン学科 入学定員130名[1]
  - ライフデザインコース
  - ビジネスキャリアコース
  - グローバルキャリアコース
  - アカデミックブリッジコース
- コミュニティ子ども学科 入学定員50名[1]
  - 子どもの文化・環境コース
  - 福祉・心理コース
  - 音楽・表現コース

#### 専攻科
- 国際文化専攻 入学定員20名[33]

#### 別科
- なし

##### 取得資格について
資格
- 保育士：コミュニティ子ども学科で取得できる。
- 幼稚園教諭二種免許状：コミュニティ子ども学科で取得できる。
- キャリアデザイン学科においても、公務員、日商簿記やFP、TOEIC、TOEFLなどといった資格の対策講座を開講している。

### 研究
- 『新島学園女子短期大学紀要』[34]
- 『新島学園短期大学紀要』[35]
- 『新島学園短期大学子ども学研究論集』[36]
- 『新島文学』[37]

## 学生生活

### 部活動・クラブ活動・サークル活動
- 新島学園短期大学のクラブ活動一覧（一部）
  - 体育系：テニス・ソフトボール・ダンス・バスケットボール・バドミントン・バレーボール・フットサルほか
  - 文化系：イングリッシュ・バイブル・リーディング・演劇・茶道・美術・YMCA同好会ほか
  - 中でも、ソフトボール部においてはインカレ出場経験などの経歴をもつ、強豪でもある。

### 学園祭
- 新島学園短期大学祭の学園祭は、「襄祭」と呼ばれ毎年、概ね12月に行なわれている。｢新島襄｣から捩っていることがわかる。

## 大学関係者と組織

### 主な卒業生
- 熊谷宏彰 - 映画監督
- 関根和歌香 - アナウンサー
- 深尾巴恵 - ボートレーサー

## 施設

### キャンパス
- 本館
- 図書館棟：図書館ほか、礼拝室や保育実習室などがある。
- 体育館：2015年に新設。
- 研究棟
- カリヨン塔
- グレースホール
- セミナーハウス
- 新木造校舎（2020年新設）
- グラウンド：短大キャンパスから若干離れている。

## 対外関係

### 他大学との協定

#### アメリカ
- エヴァンズビル大学：1995年6月より。
- テネシー大学：1986年9月より。

#### イギリス
- チェスター大学：1998年7月より。

#### フランス
- ブルゴーニュ大学：1986年6月より

#### オーストラリア
- 西オーストラリア大学：2002年9月より。

#### タイ
- パジャップ大学

#### 日本
- 放送大学：1989年2月より単位互換協定を締結。

### 関係校
- 同志社大学

### 系列校
- 新島学園中学校・高等学校

## 社会との関わり
- 新島学園短期大学コミュニティ子ども学科において、地域の子育て支援との連携や地域の人々との交流が行なわれている。（チャイルド広場、運動教室、こどもフェスなど）

## 卒業後の進路について

### 編入学・進学(合格)実績
- キャリアデザイン学科：群馬大学・埼玉大学・筑波大学・新潟大学・信州大学・山形大学・群馬県立女子大学・高崎経済大学・共愛学園前橋国際大学・高崎商科大学・尚美学園大学・目白大学・実践女子大学・桜美林大学・玉川大学・東海大学・東京経済大学・法政大学・東洋英和女学院大学・京都外国語大学・京都精華大学・同志社大学・同志社女子大学・桃山学院大学ほか
- コミュニティ子ども学科:東洋英和女学院大学・高崎商科大学・高崎健康福祉大学ほか
- 専攻科国際文化専攻：東京外国語大学大学院